# Oljato-Monument Valley (Utah)
Oljato-Monument Valley é uma Região censo-designada localizada no estado norte-americano de Utah, no Condado de San Juan.

## Demografia
Segundo o censo norte-americano de 2000, a sua população era de 864 habitantes.

## Geografia
De acordo com o United States Census Bureau tem uma área de
74,4 km², dos quais 74,4 km² cobertos por terra e 0,0 km² cobertos por água.

## Localidades na vizinhança
O diagrama seguinte representa as localidades num raio de 40 km ao redor de Oljato-Monument Valley.